# Justino
Flávio Justino (em latim: Flavius Iustinus; 100 - 165), também conhecido como Justino Mártir (em latim: Iustinus Martir) ou Justino de Nablus, foi um teólogo romano do século II, mártir e santo da Igreja Cristã.

## Biografia
Seu lugar de nascimento foi Flávia Nápoles (atual Nablus), na Síria Palestina ou Samaria.  A educação infantil de Justino incluiu retórica, poesia e história. Como jovem adulto mostrou interesse por filosofia e estudou primeiro estoicismo e platonismo.
Justino foi introduzido na fé diretamente por um sábio homem que o envolveu numa discussão sobre problemas filosóficos e então lhe falou sobre Jesus. Ele falou a Justino sobre os profetas que vieram antes dos filósofos, ele disse, e que falou "como confiável testemunha da verdade". Eles profetizaram a vinda de Cristo e suas profecias se cumpriram em Jesus. Justino disse depois que "meu espírito foi imediatamente posto no fogo e uma afeição pelos profetas e para aqueles que são amigos de Cristo, tomaram conta de mim; enquanto ponderava nestas palavras, descobri que a sua era a única filosofia segura e útil". Justino "se consagrou totalmente a expansão e defesa da religião cristã". 
Justino continuou usando a capa que o identificava como filósofo e ensinou estudantes em Éfeso e depois em Roma. Os trabalhos que escreveu inclui: duas apologias em defesa dos cristãos e sua terceira obra foi Diálogo com Trifão.
A convicção de Justino da verdade do Cristo era tão completa que ele teve morte de mártir sendo decapitado no ano 165.

## Participação das criaturas racionais no Logos
O ponto central da apologética de Justino consiste em demonstrar que Jesus Cristo é o Logos do qual todos os filósofos falaram, e, portanto, à medida em que participam do Logos chegando a expressar uma verdade parcial – vendo a verdade de modo obscuro – graças à semente do Logos neles depositada, podem dizer-se cristãos.  Uma coisa é possuir uma semente e outra é o próprio Logos:

 Aprendemos que Cristo é o primogênito de Deus e que é o Logos, do qual participa todo o gênero humano — Justino, Apol. Prima, 46.
 Consequentemente, aqueles que viveram antes de Cristo, mas não segundo o Logos, foram maus, inimigos de Cristo (…) ao contrário aqueles que viveram e vivem conforme o Logos são cristãos, e não estão sujeitos a medos e perturbações — Justino, I Apologia.

## Os evangelhos canônicos
Justino freqüentemente cita os evangelhos: de Mateus, de Marcos, de Lucas e possivelmente de João, contudo não cita sob o nome de  Mateus, de  Marcos, de  Lucas, e sim de “Memória dos apóstolos”.  Por isso chegou-se afirmar que Justino desconhecia a divisão em quatro evangelhos, afirmada, por exemplo, fortemente por Ireneu mais ou menos 30 anos mais tarde.
Portanto, é provável que os quatro evangelhos andassem juntos desde o início do século II e referia-se a esses evangelhos com um nome genérico, como “Memória dos apóstolos”. Ou, também, que já no início do século II se conhecia a distinção dos quatro evangelhos, mas de acordo com o testemunho de Justino era mais comum citá-los com um único nome.